# Kateryna Baindl
Kateryna Ihoriwna Baindl (ukrainisch Катерина Ігорівна Байндль; geb. Koslowa, ukrainisch Козлова; * 20. Februar 1994 in Mykolajiw) ist eine ukrainische Tennisspielerin.

## Karriere
Koslowa spielt überwiegend auf dem ITF Women’s Circuit. Bei ITF-Turnieren gewann sie bislang fünf Einzel- und 13 Doppeltitel.
Nachdem sie bereits 2009 erste Erfahrungen auf der ITF-Tour gesammelt hatte, startete sie dort 2012 mit dem Gewinn dreier Turniere, darunter der erste Titel bei einem Turnier der $50.000-Kategorie in Kasan durch. Bei den French Open gab sie im Jahr darauf ihren Einstand im Qualifikationsfeld eines Grand-Slam-Turniers, schied aber bereits in der ersten Runde aus. In Baku erreichte sie im Anschluss bei ihrem ersten WTA-Turnier überhaupt erstmals die Hauptrunde und konnte dort zum Auftakt gegen Eleni Daniilidou gleich ihren ersten Sieg verbuchen.
2014 gewann sie das ITF-Turnier der $50.000-Kategorie in Versmold und erreichte im Jahr darauf nach einem Erstrundensieg in Dubai erstmals die Top 100 der Weltrangliste. Danach wurde bekannt, dass bei einer in Dubai abgenommenen Dopingprobe der Ukrainerin die leistungssteigernde Substanz Dimethylbutylamin nachgewiesen wurde. Bei der Anhörung gab sie an, den Stoff unwissentlich über ein ärztlich verschriebenes Ergänzungsmittel zu sich genommen zu haben. Da die ITF kein vorsätzliches Fehlverhalten feststellen konnte, wurde ihre Dopingstrafe auf die Dauer von sechs Monaten verkürzt.
Bei ihrer Rückkehr auf die Damentour konnte Koslowa jedoch nahtlos an ihre aufsteigenden Ergebnisse vom Jahresanfang anknüpfen und erreichte bei den US Open erstmals das Hauptfeld eines Grand-Slam-Turniers, unterlag dort aber Bethanie Mattek-Sands in der ersten Runde. In der Saison 2016 erreichte sie in Istanbul zum ersten Mal das Halbfinale bei einem WTA-Turnier und schloss die Saison erstmals unter den Top 100 der Welt ab. Auf ihren ersten Sieg im Hauptfeld eines Grand-Slam-Turniers bei den US Open 2017 gegen Irina-Camelia Begu, folgte bei einem Turnier der WTA Challenger Series in Dalian ihr bislang größter Titel. Im Finale bezwang sie die dort die ehemalige Weltranglisten-Zweite Wera Swonarjowa und blieb im gesamten Turnierverlauf ohne Satzverlust.
Anfang 2018 erreichte sie bei den Taiwan Open ihr erstes WTA-Endspiel, musste sich dort jedoch Tímea Babos in zwei Sätzen geschlagen geben. Im Anschluss daran erzielte sie mit Platz 62 ihre höchste Position in der Weltrangliste. Bei den French Open 2018 sorgte sie für eine Überraschung, als sie in der ersten Runde die Titelverteidigerin Jeļena Ostapenko ausschaltete und damit ihren ersten Sieg gegen eine Top-10-Spielerin errang. Doch unterlag sie bereits in der darauffolgenden Partie Kateřina Siniaková in drei Sätzen. 2019 beendete Koslowa ihre vierte Saison in Folge unter den Top 100, nachdem sie unter anderem in Indian Wells und Madrid jeweils die dritte Runde erreichte.
Im Februar 2015 trat sie erstmals für die Ukraine im Fed Cup an; in den Begegnungen gegen Bulgarien und Liechtenstein konnte sie beide Einzel für sich entscheiden. Seitdem hat sie für ihr Land sieben Matches im Einzel und Doppel bestritten, von denen sie vier gewonnen hat (Einzelbilanz 3:2).

## Turniersiege

### Einzel
| Nr. | Datum              | Turnier   | Kategorie      | Belag     | Finalgegnerin        | Ergebnis       |
| --- | ------------------ | --------- | -------------- | --------- | -------------------- | -------------- |
| 1.  | 1. Juli 2012       | Vaihingen | ITF $25.000    | Sand      | Florencia Molinero   | 3:6, 7:5, 6:4  |
| 2.  | 18. August 2012    | Kasan     | ITF $50.000    | Hartplatz | Tara Moore           | 6:3, 6:3       |
| 3.  | 22. September 2012 | Schymkent | ITF $25.000    | Hartplatz | Anna Danilina        | 6:3, 4:6, 6:4  |
| 4.  | 6. Juli 2014       | Versmold  | ITF $50.000    | Sand      | Richèl Hogenkamp     | 6:4, 6:73, 6:1 |
| 5.  | 9. Juli 2017       | Rom       | ITF $60.000    | Sand      | Mariana Duque Mariño | 7:66, 6:4      |
| 6.  | 10. September 2017 | Dalian    | WTA Challenger | Hartplatz | Wera Swonarjowa      | 6:4, 6:2       |

### Doppel
| Nr. | Datum              | Turnier             | Kategorie   | Belag             | Partnerin            | Finalgegnerinnen                           | Ergebnis          |
| --- | ------------------ | ------------------- | ----------- | ----------------- | -------------------- | ------------------------------------------ | ----------------- |
| 1   | 23. Juli 2010      | Charkiw             | ITF $25.000 | Sand              | Elina Switolina      | Walentina Iwachnenko Aljona Sotnykowa      | 6:3, 7:5          |
| 2   | 17. Juni 2011      | Charkiw             | ITF $25.000 | Sand              | Walentina Iwachnenko | Melanie Klaffner Lina Stančiūtė            | 6:4, 6:3          |
| 3   | 17. Juli 2011      | Contrexéville       | ITF $50.000 | Sand              | Walentina Iwachnenko | Erika Sema Roxane Vaisemberg               | 2:6, 7:5, [12:10] |
| 4   | 5. August 2011     | Moskau              | ITF $25.000 | Sand              | Walentina Iwachnenko | Wassilisa Bulgakova Anna Rapoport          | 6:3, 6:0          |
| 5   | 19. Mai 2012       | Moskau              | ITF $25.000 | Sand              | Walentina Iwachnenko | Darja Lebeschawa Julia Waletowa            | 6:1, 6:3          |
| 6   | 25. Mai 2012       | Astana              | ITF $25.000 | Hartplatz (Halle) | Walentina Iwachnenko | Diana Isajewa Xenija Kirilowa              | 6:2, 6:0          |
| 7   | 8. Juni 2012       | Qarshi              | ITF $25.000 | Hartplatz         | Walentina Iwachnenko | Weronika Kapschaj Teodora Mirčić           | 7:5, 6:3          |
| 8   | 17. August 2012    | Kasan               | ITF $50.000 | Sand              | Walentina Iwachnenko | Ljudmyla Kitschenok Nadija Kitschenok      | 6:4, 6:76, [10:4] |
| 9   | 20. September 2012 | Schymkent           | ITF $25.000 | Hartplatz         | Walentina Iwachnenko | Nigina Abduraimova Xenija Palkina          | 6:2, 6:4          |
| 10  | 30. August 2013    | Kasan               | ITF $50.000 | Hartplatz         | Walentina Iwachnenko | Başak Eraydın Weronika Kapschaj            | 6:4, 6:1          |
| 11  | 20. September 2013 | Batumi              | ITF $25.000 | Hartplatz         | Walentina Iwachnenko | Christina Shakovets Alona Fomina           | 6:0, 6:4          |
| 12  | 24. Januar 2014    | Andrézieux-Bouthéon | ITF $25.000 | Hartplatz (Halle) | Yuliya Beygelzimer   | Timea Bacsinszky Kristina Barrois          | 6:3, 3:6, [10:8]  |
| 13  | 22. Februar 2014   | Moskau              | ITF $25.000 | Hartplatz (Halle) | Walentina Iwachnenko | Weronika Kudermetowa Swjatlana Piraschenka | 7:66, 6:4         |

## Abschneiden bei Grand-Slam-Turnieren

### Einzel
| Turnier         | 2013 | 2014 | 2015 | 2016 | 2017 | 2018 | 2019 | 2020 | 2021 | 2022 | 2023 | 2024 | Karriere |
| --------------- | ---- | ---- | ---- | ---- | ---- | ---- | ---- | ---- | ---- | ---- | ---- | ---- | -------- |
| Australian Open | —    | —    | —    | Q1   | 1    | 1    | 1    | 1    | —    | Q2   | 3    | —    | 3        |
| French Open     | Q1   | Q2   | —    | Q3   | 1    | 2    | 2    | 1    | 1    | Q1   | 1    | Q1   | 2        |
| Wimbledon       | Q1   | Q3   | —    | 1    | Q2   | 1    | 1    |      | 1    | Q1   | 1    | 1    | 1        |
| US Open         | Q2   | Q3   | 1    | 1    | 2    | 1    | 1    | 2    | Q1   | Q2   | 1    | 1    | 2        |

Zeichenerklärung: S = Turniersieg; F, HF, VF, AF = Einzug ins Finale / Halbfinale / Viertelfinale / Achtelfinale; 1, 2, 3 = Ausscheiden in der 1. / 2. / 3. Hauptrunde; Q1, Q2, Q3 = Ausscheiden in der 1. / 2. / 3. Qualifikationsrunde; nicht ausgetragen

### Doppel
| Turnier         | 2018 | 2019 | 2020 | 2021 | 2022 | 2023 | 2024 | Karriere |
| --------------- | ---- | ---- | ---- | ---- | ---- | ---- | ---- | -------- |
| Australian Open | 1    | —    | 1    | —    | —    | —    | —    | 1        |
| French Open     | 1    | —    | 2    | —    | —    | —    | —    | 2        |
| Wimbledon       | 1    | 2    |      | —    | —    | 2    | —    | 2        |
| US Open         | 1    | 1    | —    | —    | —    | —    | 1    | 1        |

## Privatleben
Die Tennisspielerin ist seit 2021 mit dem deutschen Eishockeyspieler Michael Baindl verheiratet, seitdem trägt sie seinen Namen.